# Jon Nödtveidt
Jon Andreas Nödtveidt (28. juni 1975 – 13. august 2006) var en svensk musiker. Bedst kendt som den ledende guitarist og sanger i det svenske melodisk black metal-band Dissection, som han dannede i 1989 sammen med bassisten Peter Palmdahl.
Han var også aktiv i flere andre metalbands, herunder The Black (som Rietas), De Infernali, Nifelheim, Ophthalamia (som Shadow), Satanized, Siren's Yell, og Terror, et grindcore band med medlemmer fra At the Gates.
Han var også journalist for Metal Zone, hvor han var ansvarlig for at skrive om den voksende black metal-scene. Han var også satanist, og var et af de tidligste medlemmer af det sataniske samfund som dengang hed Misanthropic Luciferian Order, senere ændret til Temple of the Black Light.
Nödtveidt blev i 1997 dømt for medskyldig i mordet, på en 38-årig algerisk homoseksuel. Han blev løsladt fra fængslet i 2004 og gendannede derefter Dissection.
16. august 2006 blev han fundet død i sin lejlighed i Hässelby, ved et tilsyneladende selvforskyldt skudsår mens han sad i en cirkel af oplyste stearinlys.
Sangen "Via the End" fra albummet Night Electric Night af Deathstars blev skrevet af Jons bror, Emil Nödtveidt, til minde om sin bror.